# AEROS–B
AEROS–B német (tartalék) tudományos műhold, ionoszféra kutató űreszköz.

## Küldetés
Pályasíkja mentén a magas légkör kutatása, a kémiai összetétel és az elektronsűrűség meghatározása.

## Jellemzői
Készítette a Deutsche Forschungs- und Versuchsanstalt für Luft- und Raumfahrt (DFVLR), üzemeltette a DFVLR.
Megnevezései: Aeros–2; Aeronomy Satellite (Aeros–2); Aeronomy Satellite (Aeros–B); kódszáma SSC 7371; COSPAR: 1974-055A. Elődje az AEROS–A.
1974. július 16-án a Vandenberg légitámaszpontról egy Scout D–1–F  (S186C) SLC–5 (LC–Launch Complex) jelű indítóállványról juttatta magas Föld körüli pályára (HEO = High-Earth Orbit). Az orbitális egység pályája 95,6 perces, 97,5 fokos hajlásszögű, elliptikus pálya perigeuma 224 kilométer, az apogeuma 869 kilométer volt. Tömege 127 kilogramm.
Centrifugálisan stabilizált, a Nap felé orientált űreszköz. Műszerei biztosították a tudományos program végrehajtását (kozmikus sugárzás vizsgálatát: elektronok, ionok, semleges részecskék; a napenergia ultraibolya fluxusának mérését). Formája hengeres, átmérője 91,4, magassága 71 centiméter. Gázfúvókáinak segítségével pályakorrekciók végzésére volt alkalmas. Négy német és kettő amerikai berendezést tartalmazott. A mérési eredmények térbeli felbontásán sokat javítottak. Az űreszköz felületét napelemek borították, éjszakai (földárnyék) energia ellátását ezüst-cink akkumulátorok biztosították.
1975. szeptember 25-én 436 nap (1.19 év) után belépett a légkörbe és megsemmisült.